# Amblyomma maculatum
Amblyomma maculatum es una especie de garrapata del género Amblyomma. Inmaduros normalmente infestan pequeños mamíferos y aves que habitan en el suelo; las "ratas de algodón" (Sigmodon) pueden ser particularmente anfitrionas favorecidas. Algunos anfitriones registrados incluyen :
- Mascarita común (Geothlypis trichas)[1]
- Cardenal norteño (Cardinalis cardinalis)[2]
- Azulillo sietecolores (Passerina ciris)[2]
- Azulejo gorjicanelo (Sialia sialis)[2]
- Thryothorus ludovicianus[2]
- Troglodytes aedon[2]
- Zonotrichia albicollis[2]
- Perro (Canis lupus familiaris)[2]
- Gamo común (Dama dama)[3]
- Humano (Homo sapiens)[1]
- Neotoma floridana[4]
- Odocoileus virginianus[3]
- Oryzomys palustris[5]
- Peromyscus gossypinus[6]
- Rata algodonera (Sigmodon hispidus)[7]
- Cerdo (Sus scrofa)[8]
- Sylvilagus palustris[8]